# Avinguda del Cardenal Benlloch
L'avinguda del Cardenal Benlloch és una via urbana de la ciutat de València, situada a l'est de la ciutat entre els barris de Mestalla del districte Pla del Real a l'oest i els barris de L'Amistat del districte d'Algirós i d'Albors del districte Camins al Grau a l'est. Pren el nom de Joan Benlloch i Vivó, important cardenal valencià de finals del segle xix i inicis del xx.
S'inicia al principi del carrer d'Eduard Boscà, just a l'encreuament amb l'avinguda del Port, i finalitza a l'inici del carrer del Clariano, a l'encreuament amb l'avinguda de Blasco Ibáñez. També fita amb el carrer dels Sants Just i Pastor, carrer de Xile, carrer d'Èol, carrer de Iecla i carrer de Rodríguez de Cepeda entre d'altres.
Forma part del tram est de l'antic Camí de Trànsits, i discorre en paral·lel a l'avinguda d'Aragó que als inicis del segle xx era poblada per les vies de tren que partien de l'antiga estació d'Aragó.

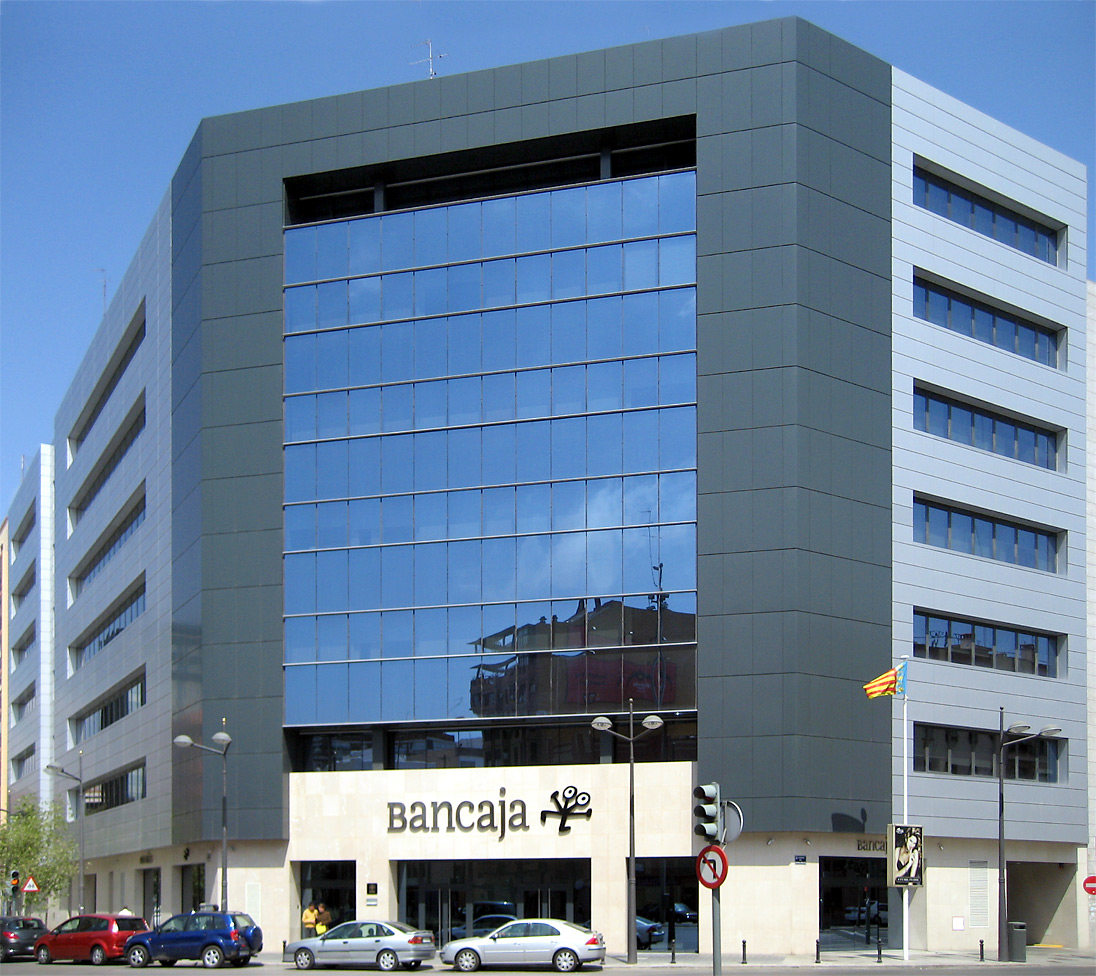
Edifici CEMECO, oficines de Bancaixa a l'avinguda.

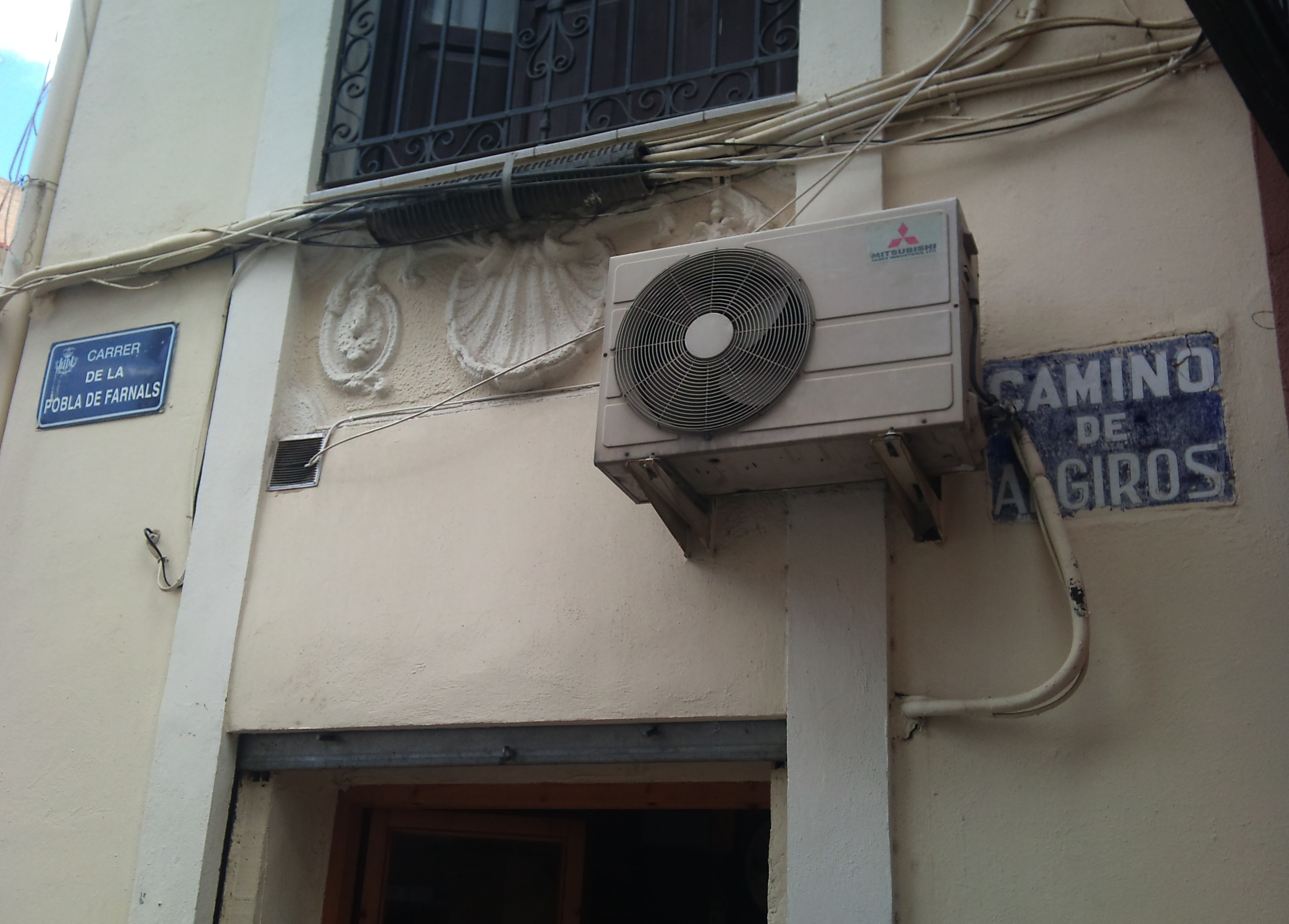
Cantonada de Cardenal Benlloch amb Pobla de Farnals, on trobem una antiga senyalització del Camí d'Algirós.

L'edifici més conegut de l'avinguda possiblement siga l'antic centre de càlcul de Bancaixa, conegut com Cemeco (rebatetjat l'any 2019 com a edifici Mediterraneo pels seus nous propietaris), que fa cantó amb el carrer d'Ernest Ferrer. L'hotel Silken Puerta Valencia de 4 estreles es troba prop de l'avinguda del Port.
L'avinguda no disposa d'estacions de metro, però a 250 metres pel carrer d'Ernest Ferrer s'arriba ràpidament a l'estació d'Aragó de la línia 5. Les línies d'autobusos 18, 89, 90, N89 i N90 de l'EMT de València també donen servei a l'avinguda.